# Ami Mizuno
Ami Mizuno (水野 亜美 Mizuno Ami?), alias Sailor Mercury (セーラーマーキュリー Sērā Mākyurī?, en España "Guerrero Mercurio"), es un personaje de la serie de manga y anime Sailor Moon. Sailor Mercury es una guerrera capaz de manipular el agua, y dentro del grupo de Sailor Senshi del Sistema Solar pertenece al equipo de las Sailor Senshi del Sistema Solar Interno; quienes se han dedicado a proteger a Sailor Moon desde los tiempos del Reino de la Luna hasta el presente.
Ami Mizuno es una estudiante destacada y muy inteligente que asiste a la misma escuela que la protagonista de la serie, Usagi Tsukino. Usagi, quien ya había empezado a adoptar la identidad alterna como la guerrera "Sailor Moon", ayuda a Ami a descubrir que posee un poder oculto para transformarse también en una guerrera justiciera llamada "Sailor Mercury".  
Más adelante, se descubre que la razón por la que Ami puede transformarse de esta forma es porque ella es en realidad la reencarnación de Sailor Mercury, una guerrera del tipo Sailor Senshi que provenía del planeta Mercurio y protegía a la princesa de un reino llamado el Milenio de Plata en su vida pasada. 
Cada vez que se transforma en esta guerrera, Ami adquiere poderes sobrenaturales para combatir el mal. Por esta razón, Ami se une al grupo de justicieras formado por Usagi y sus demás compañeras; adoptando el nombre y apariencia de Sailor Mercury cada vez que se enfrentan a un nuevo enemigo.

## Perfil
Ami Mizuno aparece como una adolescente de cabello corto azulado que puede transformarse en "Sailor Mercury", una guerrera capaz de manipular el agua. La creadora de la serie, Naoko Takeuchi, ha descrito al personaje como una joven de catorce años al inicio de la serie, estudiante de secundaria, cuya apariencia física es similar a la de la actriz japonesa Noriko Sakai en su juventud. Es caracterizada como una especie de "niña genio", con una sobresaliente capacidad para el cálculo mental y el razonamiento científico; quien finalmente se convierte en el "cerebro" y "voz de la razón" del equipo de justicieras que aparecen desde la primera temporada. En uno de los primeros capítulos, mientras ella y Sailor Moon están siendo acorraladas por un villano, el signo del planeta Mercurio aparece en su frente misteriosamente; lo que permite a la gata Luna reconocerla como la reencarnación de una de las guerreras que habían defendido al utópico reino del Milenio de Plata en épocas antiguas. Por esta razón, Luna le entrega la "Pluma de Transformación"; un objeto que a partir de entonces le permite a Ami volver a asumir secretamente dicha identidad, para ayudar a Sailor Moon a proteger al mundo contra las fuerzas del mal, cada vez que sea necesario.
| Datos extra sobre Ami  |                        |
| Nombre real (japonés)  | Ami Mizuno             |
| Nombre español         | Amy Mizuno             |
| Nombre latinoamericano | Amy Mizuno             |
| Nombre norteamericano  | Amy Anderson           |
| Fecha de nacimiento    | 10 de septiembre       |
| Horóscopo              | Virgo                  |
| Tipo de sangre         | A                      |
| Color favorito         | Azul cielo             |
| Comida favorita        | Sándwich               |
| Comida que odia        | Pez serviola           |
| Pasatiempo             | Leer, jugar al ajedrez |
| Materia favorita       | Matemática             |
| Materia que odia       | Ninguna                |
| Habilidad especial     | El cálculo mental      |
| Le teme a              | las cartas de amor     |
| Sueño por cumplir      | Ser una gran doctora   |

La principal característica del personaje (más allá de sus poderes vinculados con el agua) es su inteligencia. Cuando aparece por primera vez, se la describe como una estudiante modelo, con el puesto n.º 1 en todo Japón y un coeficiente intelectual de 300; quien más tarde revela también una gran aptitud para el pronóstico matemático, el ajedrez y la computación (así como su afición a la natación, y su inesperado talento para los videojuegos). Sus dotes para el razonamiento y el cálculo de las ciencias exactas (junto a un cierto escepticismo hacia las supersticiones y las historias de fantasmas) hacen que ella sea con frecuencia, entre las Sailor Senshi, quien rápidamente analiza las situaciones de la manera más racional, rigurosa, "científica" y exhaustiva. Esta es una cualidad que durante las batallas le permite mantener la calma y evaluar las estrategias de combate más efectivas; tras lo cual puede dar instrucciones precisas a las demás, ayudando a coordinar sus esfuerzos para derrotar más fácilmente a los enemigos.
Además de ser una muchacha seria, obediente y reflexiva, con un fuerte sentido de la responsabilidad, también es característica de su personalidad la timidez, al igual que su extrema concentración en el estudio; rasgos que a veces le han dificultado relacionarse con el resto de sus compañeros de escuela. Varios de ellos, al principio, incluso erróneamente la tomaban por una muchacha con una actitud un tanto "superior", fría y distante. Esta dificultad, junto con su propia situación familiar tras el divorcio de sus padres, en ocasiones le ha generado una recurrente sensación de soledad. Sin embargo, una buena parte de eso se va modificando poco a poco, a medida que ella comienza a mostrar su verdadera naturaleza, sumamente tierna y cordial, como consecuencia de su nuevo lazo de compañerismo y lealtad con el resto de las justicieras. La misma se ve reflejada tanto en escenas de su vida diaria (como cuando, en el primer anime, deja los libros para participar en actividades lúdicas con las demás; o cuando descarta a una oportunidad de estudio en el extranjero, para permanecer junto a  Usagi y sus amigas) como también en algunas significativas escenas de batalla; donde en ocasiones se la ve proteger a sus amigos al enfrentar a los enemigos por su cuenta, mostrando actos de gran sacrificio, entrega y coraje (incluso en el anime de los años 90, donde se la caracteriza como una de las menos especializadas en el combate singular y en las técnicas de alto poder ofensivo). En su vida escolar, adicionalmente, suele ser también ella en quien Usagi y las demás más confían, durante los períodos de exámenes, para que sea su "tutora"; y con frecuencia le solicitan que las instruya y que las guíe a todas, en cada uno de sus preparativos.
En la serie se cuenta que Ami vive sólo con su madre, en un apartamento, ya desde la primera temporada. En la escuela, las materias citadas como las favoritas de Ami son las matemáticas y las ciencias; de lo cual vendría su especial admiración por la figura de Albert Einstein. Su fama de "estudiante prodigio", sus desafíos para superar su timidez e inseguridad ante otras personas (y ante el amor), así como sus talentos para el ajedrez y la natación, por otra parte, son con frecuencia elementos que impulsan la trama en varios de sus capítulos protagónicos. En esos capítulos se menciona, alternativamente, que la madre de Ami es doctora; razón por la que ella también aspira a esa meta, y por lo cual expresa querer dar lo mejor de sí para estudiar y mejorarse aún más en el ámbito de los conocimientos. Más adelante, todo eso se muestra conectado a un deseo de proteger y expresar su cariño por los demás a través de su dominio de la ciencia (algo a lo cual se alude en algunos detalles de su infancia previa; particularmente, con la mención de que los adultos a su alrededor siempre la han valorado por su "buen comportamiento", y por sus dotes para el estudio, desde que era una niña).
En las sucesivas temporadas, algunos enemigos que funcionan como una suerte de equivalentes antagonistas de Ami o "Sailor Mercury" (ya que poseen características similares como su inteligencia, su labor estratégica o sus técnicas de combate relacionadas con el agua) fueron: Berthier de las Hermanas Ayakashi (Black Moon), Viluy de las Brujas 5 (Death Busters), Ojo de Pez y Para Para del Trío y el Cuarteto de amazonas (Dead Moon) y (en menor medida, solo en el manga) Sailor Aluminum Siren de las Sailor Animamates (Shadow Galactica). Sólo en la primera temporada del anime de los años 1990, Ami tiene una breve relación romántica con otro "niño prodigio", un compañero de clases llamado Ryo Urawa ("Urawa-kun"); tras descubrir una existencia previa en común, en la cual Urawa había sido un contemporáneo de la antigua Sailor Mercury (puesto que él resultó ser la nueva encarnación humana y pacífica de "Bumbo", uno de los Siete Youma). No obstante, el personaje de Ryo no vuelve a aparecer en ninguno de los arcos siguientes; con lo cual la trama principal no vuelve a incluir giros románticos significativos para el personaje de Ami (o "Sailor Mercury") sino hasta la última temporada, donde ella se vuelve fan del grupo musical "Three Lights", y finalmente entabla una buena amistad con su intelectual tecladista, Taiki Kou.

## Aspectos y formas
Debido a que Ami Mizuno es un personaje con diferentes encarnaciones, poderes especiales y transformaciones, y una vida más larga de lo normal que abarca desde la era del Milenio de Plata hasta el siglo XXX, ella asume diferentes aspectos e identidades a medida que la serie avanza.

### Sailor Mercury
| “                                       | Soy una guerrera que lucha por el amor y el conocimiento. ¡Soy Sailor Mercurio, y te castigaré en el nombre de Mercurio! | ” |
| —Sailor Mercury, frase de presentación. | |   |

Es la identidad de Ami como guerrera Sailor Senshi. Como el resto de las justicieras del equipo, lleva un uniforme similar a un sailor fuku y combate el mal por medio de una facultad mística conectada con un planeta o astro específico. El uniforme de Sailor Mercury se destaca por tener el cuello de marinero, la falda y las botas de color azul, además de sus moños de color celeste. Sailor Mercury proviene del planeta Mercurio, es una de las Sailor Senshi del Sistema Solar y una de las ocho guerreras que siguen a Sailor Moon, la protagonista. También es (junto a Sailor Jupiter, Sailor Mars y Sailor Venus) una de las cuatro guerreras del Sistema Solar Interno, protectoras de Serenity, la Princesa de la Luna, desde los tiempos en que existía en la Luna el antiguo reino del Milenio de Plata.
Sailor Mercury es definida como la "Guerrera del Agua y del Conocimiento", "de la Sabiduría", así como también la "Guerrera de la Sabiduría y el Agua". Más recientemente, ha sido denominada como la "guerrera del Amor y el Intelecto". El cuerpo celeste asociado a ella, el planeta Mercurio, recibe el nombre de "Suisei" (水星 Suisei?) en Idioma japonés. El primer kanji del mismo significa "agua", y "sei" indica el carácter celestial del nombre. Por esta razón, la mayoría de sus técnicas de combate aluden al agua en sus diferentes estados naturales (líquido, sólido y gaseoso). Su gran capacidad para el razonamiento y la estrategia, por otra parte, está basada en las cualidades asociadas a su planeta en la astrología occidental como también al dios epónimo en la mitología romana, Mercurio (el cual las heredó de su equivalente en la mitología griega). En la figura del personaje, la misma capacidad intelectual está representada en su herramienta de combate característica: una especie de par de gafas de realidad aumentada donde se proyectan los gráficos de una súper computadora que le permiten analizar las situaciones peligrosas, así como también las debilidades del enemigo. Otro accesorio relacionado con esa deidad es el "arpa de Mercurio" de Sailor Mercury; cuya forma de ala recuerda a las sandalias aladas de Hermes, y la cual también alude a uno de los instrumentos míticamente inventados por el dios, la lira.
A medida que se hace más fuerte mientras avanza la serie, Sailor Mercury obtiene poderes adicionales. En ciertos momentos clave, su uniforme cambia para reflejar esto, adoptando apariencia similar al uniforme de Sailor Moon. La primera vez que ella y las demás reciben nuevos poderes, dicho uniforme adopta una apariencia similar al de Super Sailor Moon (en la cuarta temporada), y la segunda vez, solo en el manga, una similar al de Eternal Sailor Moon (en la última temporada).

#### En el Milenio de Plata
Ami es, como el resto de las protagonistas, la reencarnación de una de las ocho guerreras que vivieron para proteger  a la princesa Serenity, heredera al trono del antiguo Milenio de Plata, el Reino de la Luna, en su vida pasada. En esos tiempos, cada planeta del sistema solar poseía una guerrera Sailor Senshi que lo protegía, y todas estas guerreras se unían para proteger en conjunto a todo el sistema solar. A su vez, las guerreras se subordinaban a la autoridad de la dinastía real del Milenio de Plata, es decir la familia real de la Luna, quienes eran los guardianes más abnegados y poderosos de todo el Sistema. En su vida anterior como Sailor Mercury, se dice que el personaje de Ami vivía en el Milenio de Plata junto a sus compañeras, las otras guerreras. Una vez que este reino fue destruido, ella fue una de las que renacieron en la Tierra del siglo 20 junto con Serenity, la princesa del antiguo Milenio de Plata, y su corte. Cuando renace en el planeta Tierra en el siglo XX, Sailor Mercury continúa su labor como una de las Sailor Senshi del Sistema Solar Interno al combatir el mal y proteger a la reencarnación de la Princesa Serenity, la protagonista Usagi Tsukino también conocida como "Sailor Moon".
Sólo en la adaptación de Sailor Moon Crystal, en los musicales y en el videojuego Sailor Moon: Another story se agregó, por otra parte, una relación sentimental para la historia de fondo del pasado del personaje en los tiempos del antiguo Reino de la Luna; según el cual, en dicha época, Sailor Mercury estaba enamorada de Zoisite, uno de los cuatro Shitennō (que servían al actual príncipe heredero al trono del Reino Dorado de Elysion y de la Tierra, Endymion). Aunque dicha posibilidad nunca fue explorada en el manga, la autora Naoko Takeuchi retrató una vez al personaje de Sailor Mercury en brazos de Zoisite, en una ilustración complementaria publicada en el volumen 1 de la serie de libros Bishōjo senshi sērāmūn gengashū ("Colección de imágenes originales de Sailor Moon").

#### En la historia deSailor Moon
Como la reencarnación de una de las guerreras del Milenio de Plata, Ami empieza a manifestar los poderes que tenía en su vida pasada cuando ella y Sailor Moon son atacadas por un enemigo. La gata Luna le entrega una pluma al notar el signo de Mercurio en su frente durante la pelea, y es por medio de este objeto que ella puede convertirse en Sailor Mercury por primera vez en la serie. Como la justiciera Sailor Mercury, ella ayuda a Sailor Moon a derrotar a su oponente. Entonces Luna le explica a Ami que a partir de ahora ella es la guerrera con el poder del agua y el conocimiento, siendo la única que puede usar dichas habilidades para combatir el mal, cuya capacidad de análisis e inteligencia serán sumamente valiosos en las batallas que se presenten.

Imagen de las partes del uniforme de Sailor Mercury

En la primera temporada, tanto en el manga como en la serie de anime, Sailor Mercury al igual que sus compañeras (Sailor Jupiter, Mars y Venus) se sacrifica para proteger a Sailor Moon y ayudarla a vencer a un poderoso enemigo: la reina Metalia del Dark Kingdom (Negaverso). Una vez que Metalia es derrotada, las cuatro son resucitadas por Sailor Moon con el poder de su Cristal de Plata. Tras la desaparición de estos villanos, sin embargo, Ami continúa transformándose para luchar como Sailor Mercury, en la segunda temporada; aunque esta vez contra un nuevo grupo de antagonistas, el grupo "Black Moon". Es entonces cuando conoce a Chibiusa y acaba por viajar por el tiempo al siglo 30, donde ayuda a Sailor Moon a salvar a la Tierra del futuro de los planes de este malévolo grupo. Por otra parte, descubre que en el siglo XXX Usagi (es decir, Sailor Moon) como la reencarnación de la antigua Princesa Serenity de la Luna, ascenderá al trono de un nuevo reino del Milenio de Plata, con el nombre de Neo Reina Serenity, y vivirá junto a Sailor Jupiter, Sailor Venus, Sailor Mars y Sailor Mercury en un lugar llamado Tokio de Cristal.
Después de eso, además, Sailor Mercury y sus compañeras conocen a las Sailor Senshi del Sistema Solar Externo, con quienes ayudan a Sailor Moon a vencer consecutivamente a otros enemigos, entre ellos los Death Busters y sus sirvientes, las Brujas 5; así como el Circo Dead Moon y las Sailor Animamates junto a su líder, Sailor Galaxia. El personaje de Ami o Sailor Mercury entonces muere temporalmente, junto con otras de las justicieras, a manos de los últimos adversarios de la serie, el imperio de Shadow Galactica; pero finalmente ella y las demás son resucitadas por medio del poder de sus semillas estelares o cristales sailor. La serie termina con la derrota de Shadow Galactica, luego de la cual Sailor Mercury y las demás vuelven a vivir tranquilamente.

El símbolo astronómico de Mercurio es el símbolo de Sailor Mercury en la serie.

En la serie, por otra parte, se establece desde muy temprano que Ami y las demás guerreras del Sistema Solar Interno permanecerán siempre, y de manera voluntaria, al lado de Usagi; incluso en el lejano futuro del siglo 30 que visitan en la segunda temporada. Una vez que corroboran que Sailor Mercury, Venus, Mars y Jupiter vivirán junto a la contraparte futura de esta, la "Neo-Reina Serenity", en una utópica ciudad llamada Tokio de Cristal (o "Crystal Tokyo"); Ami y sus compañeras empiezan a concebir el luchar por la realización de tal futuro como su nueva meta, parte fundamental de su misión como justicieras y Sailor Senshi.

### Princesa Mercurio
Además de guerrera reencarnada del reino del Milenio de Plata, Ami es en realidad la princesa del planeta Mercurio. En el manga, al igual que a las demás guerreras, se representa a Sailor Mercury como princesa de su planeta de origen desde tiempos antiguos. Posee un palacio real en el planeta Mercurio, denominado castillo "Mariner" y recibe el nombre de Princesa Mercurio. Para identificarse oficialmente como la princesa de su planeta, ella lleva un largo vestido de color azul -- Ami aparece de este modo en el Acto 41 del manga original, en materiales adicionales y en la Parte 2 de Pretty Guardian Sailor Moon Eternal (película de 2021).

### Dark Mercury
"Dark Mercury" (ダークマーキュリー Dāku mākyurī?), también conocida como "Aku no Mercury" (悪のマーキュリー / あくのマーキュリー Aku no mākyurī?), es una forma alterna de Ami (Sailor Mercury) que solo aparece en la serie de acción real, Pretty Guardian Sailor Moon. Esta surge cuando Ami es brevemente controlada por el Dark Kingdom ("Reino Oscuro") y se convierte temporalmente en una enemiga de Sailor Moon y de las otras Sailor Senshi. Esta forma aparece por primera vez en el acto 21, como una sierva de Kunzite, y con un nuevo uniforme. Este último incluye una cadena con una piedra negra alrededor de su cintura y diseños tribales negros en su tiara y en las botas, así como partes de tul negro con encaje en el moño de la espalda, en el cuello de marinero y en las mangas; mientras que su nueva frase de transformación (para acceder a sus poderes especiales) ahora es "Dark Power! Make-up".
Dark Mercury aparece luego de que Kunzite ataca a Ami en un momento de vulnerabilidad, mientras que las otras Senshi están ocupadas. Una vez que él consigue acorralarla, logra exponerla directamente al poder de la reina Metalia. Entonces es cuando Ami sufre un lento y extraño proceso de convalecencia, después del cual ella demuestra un completo cambio de personalidad. Esto se ve reflejado también en las alteraciones físicas de su traje de justiciera, cuando Sailor Mercury comienza a vestir predominantemente de negro. Además, tiende a moverse lentamente (aunque de manera espectacular), y cuando se enfrenta a una de sus anteriores amigas da una sensación de alegría sádica. Bajo esta nueva identidad, Mercury está segura de sí misma hasta el punto de egoísmo, y aunque sigue asistiendo a la escuela en su forma civil como "Ami Mizuno", esto es hecho solamente para antagonizar a Usagi. Sin embargo, Sailor Moon consigue liberarla del hechizo en el episodio 28, con lo cual el personaje vuelve a la normalidad (y a su traje original como Sailor Mercury), ya libre de toda influencia maléfica.

## Ítems
Algunos elementos que le ayudan en las batallas son:

Un instrumento llamado "Arpa de Mercurio" es el arma de Sailor Mercury en la 4.ª temporada y 5.ª temporada.

- Pluma transformadora: Es la herramienta usada por Ami Mizuno para convertirse en Sailor Mercury, en la primera temporada. A medida que obtiene mayores habilidades, esta pluma es reemplazada por otras más poderosas en las temporadas siguientes; primero, por el "Bastón de Poder Estelar"[114] y luego, solo en el manga, por su Cristal de Mercurio. En la adaptación de la serie de anime, este último es reemplazado por la Varita de Transformación de Cristal que le entrega Helios.
- Mini computadora: Una súper computadora pequeña, hecha con tecnología muy avanzada, que analiza los puntos débiles de los enemigos.
- Lentes visores: Muestran información relativa a la ubicación y posición del enemigo. Estos aparecen siempre como complemento de la Mini Computadora.[26]
- Arpa de Mercurio: Una especie de arpa musical utilizada por Sailor Mercury para realizar su ataque Rapsodia Acuática de Mercurio, en las temporadas cuarta y quinta. En la versión del manga[115] y de Eternal,[116] esta es oficialmente bautizada con este nombre y presentada específicamente como un nuevo ítem. En la traducción de España, se la define como una cítara.

## Poderes
Ami, como las otras Sailor Senshi, debe transformarse "mágicamente" con el fin de tener acceso a sus poderes especiales. Para transformarse en Sailor Mercury, primero tiene que utilizar un dispositivo especial (pluma, pulsera, varita, o cristal) y decir una frase especial (la cual originalmente fue: "Por el poder de Mercurio, transformación!"). A medida que se vuelve más poderosa, obtiene nuevas transformaciones con nuevos dispositivos, con lo cual cambia la frase para evocar el poder de Mercurio (ya sea tomándolo como una estrella o como un planeta) o bien para evocarlo por medio del poder de su cristal sailor. En el anime, cada vez que Sailor Mercury se vuelve más poderosa, su secuencia de transformación cambia para reflejar esto. Con cada evolución, se actualizan las imágenes o bien para cambiar el fondo, o para acomodar cambios en su uniforme o un dispositivo de la nueva transformación; aunque casi todas las animaciones de su transformación siempre incluyen el mismo efecto de ondas superficiales de agua que rápidamente se propagan de su cuerpo, tras adoptar la apariencia de su uniforme.
En ocasiones, Sailor Mercury después se coloca también una especie de visor especial, parecido a unas gafas protectoras, donde se proyectan los gráficos de una súper computadora que le permiten analizar las situaciones de combate, así como también las debilidades del enemigo. En el manga y en Sailor Moon Crystal la computadora es parte del visor (al cual viene incorporada). En el anime de los años 90, en cambio, el visor, llamado "gafa protectora" (ゴーグル gōguru?, del inglés "goggle") en el gairaigo original, es solo un accesorio complementario de la pequeña computadora portátil de Sailor Mercury (llamada "súper mini-computadora"); mientras que ambos siguen siendo utilizados por Mercury hasta la última temporada.
Todas las técnicas ofensivas de Sailor Mercury, por otra parte, están basadas en su habilidad para manipular los distintos cambios naturales del agua. En la primera temporada, por ejemplo, el primer ataque de Sailor Mercury consiste en la creación de una nube de vapor o niebla para desorientar a sus oponentes, llamada Sabão Spray (literalmente "Pulverizador de jabón", a veces doblada como "Burbujas de Mercurio") en el anime de los 90 y conocida como Mercury Aqua Mist ("Neblina de Mercurio") en la edición renovada del manga, y en Crystal. En el primer anime, Sabão Spray evoluciona para convertirse primero en Sabão Spray Freezing ("Burbujas Congelantes de Mercurio") y después en Double Sabão Spray Freezing ("Burbujas dobles de Mercurio, ¡congelen!"), cuya niebla es ahora capaz de congelar a los enemigos. En la versión de Crystal, en cambio, la técnica de Mercury Aqua Mist evoluciona hasta tomar la apariencia de una poderosa corriente de agua; con un uso ofensivo similar al que posee en la serie de acción en vivo, donde adopta la forma de un torrente de burbujas que derriban al oponente.
En el segundo arco argumental, posteriormente, Mercury obtiene una nueva técnica llamada Shine Aqua Illusion ("Fulgor de Agua de Mercurio"), con la cual su segundo ataque toma la forma de un proyectil de agua. En el manga este puede destruir a los droidos de Black Moon, mientras que en el anime de los años 90 sirve para congelar al adversario (de manera más potente que Sabão Spray Freezing). En las versiones del manga y de Crystal, además, un ataque adicional de Sailor Mercury en esta temporada es el de Shine Snow Illusion ("Fulgor de Nieve de Mercurio"), con el cual ella puede crear una cortina de nieve. En la tercera temporada, si bien en el primer anime Mercury sigue utilizando su técnica de la temporada previa (Shine Aqua Illusion), en el manga y en Crystal esta es reemplazada por la de Mercury Aqua Mirage ("Ilusión Acuática de Mercurio"). Esta última técnica es mostrada también en el especial del primer anime dedicado a ella, "El primer amor de Ami" (美少女戦士セーラームーン外伝
亜美ちゃんの初恋 Bishoujo Senshi Seramun Gaiden Ami-chan no Hatsukoi?), donde consiste en disparar varios chorros para encerrar al enemigo en una enorme burbuja de agua, destruyéndolo una vez que estalla.
Finalmente, en la cuarta temporada, tras adquirir su primera forma más poderosa como Sailor Senshi (llamada "Super Sailor Mercury" en el anime de los años 90 y en  Sailor Moon Eternal), ella obtiene la habilidad de usar un ataque llamado  Mercury Aqua Rhapsody ("Rapsodia acuática de Mercurio") el cual sigue usando en la temporada siguiente y es uno de sus ataques más poderosos en toda la serie. Para realizarlo, Sailor Mercury toca una especie de arpa mágica que envía potentes ataques de agua. En el manga, el mismo aparece cuando Sailor Mercury obtiene el Cristal de Mercurio, el cual es su cristal sailor y la fuente de todo su poder. En cambio, en la primera y única temporada de la serie de acción en vivo (donde Sailor Mercury solo se enfrenta a un único grupo de enemigos: el Dark Kingdom) ella usa una combinación de algunos de estos ataques y otros totalmente inéditos, hasta que se vuelve más poderosa tras aprender a manipular un arma previamente recibida de Artemis y llamada Sailor Star Tambourine: un tipo de pandereta elaborada en forma de estrella, la cual puede usar para lanzar ataques de energía más poderosos o para transformarla en una espada de combate.

### Frases de transformación
Las siguientes son las frases que Ami Mizuno pronuncia al transformarse en Sailor Mercury:
- Mercury Power, Make Up!: Primera frase de transformación, traducida como "¡Planeta Mercurio, dame el poder!" en España y como "¡Por el poder de Mercurio, transformación!" en Latinoamérica. Es pronunciada para utilizar la "Pluma de Transformación" que Ami Mizuno obtiene de la gata Luna en la primera temporada.
- Mercury Star Power, Make Up!: Segunda frase de transformación, conocida como "¡Planeta Mercurio, dame el poder!" en España y como "¡Por el poder estelar de Mercurio, transformación!" en Latinoamérica. El personaje hace uso de esta frase durante la segunda temporada en el manga, y en el anime hasta la tercera temporada.
- Mercury Planet Power!: Frase de transformación que solo es utilizada en el manga, cuando al final de la segunda temporada, tras la derrota del grupo Black Moon, la Neo Reina Serenity le otorga un nuevo poder, el cual utiliza por primera vez en la temporada siguiente, contra los Death Busters. Fue traducida como "¡Poder de Mercurio!" en España y como "¡Por el poder del planeta Mercurio, transformación!" en Latinoamérica.
- Mercury Crystal Power, Make Up!: Frase de transformación final, utilizada en la cuarta y quinta temporadas. Es pronunciada para activar el poder de la Varita de Transformación que le entrega Helios en el anime. En el manga, en cambio, esta activa el poder de su cristal sailor, el Cristal de Mercurio, el cual le es entregado por su espíritu protector, la Guardiana Mercurio. En España se tradujo como "¡Cristal Mercurio, dame el poder!", y en Latinoamérica como "¡Por el Poder del Cristal del Planeta Mercurio! ¡Transformación!".

### Técnicas de ataque
En general, los ataques de Sailor Mercury no se caracterizan por el daño que provoca, sino que por los efectos que tienen sobre los oponentes.Como por ejemplo: Burbuja de Mercurio solo nubla el lugar y no deja ver al enemigo.
| Sailor Mercury                 |                                                                 | |                                                                                      |
| Ataque original (en gairaigo)  | Traducción literal                                              | Traducción España | Traducción México                                                                    |
| Mercury Aqua Mist!             | Niebla acuática de Mercurio                                     | | Neblina de Mercurio ¡Estalla!                                                        |
| Sabão Spray!                   | Spray de jabón                                                  | ¡Amor y Justicia! (SM, ep.8) ¡Mercurio Lucha! ¡Burbujas Utracongelantes, al Ataque!                                                                           | Burbujas de Mercurio, ¡estallen!                                                     |
| Sabão Spray Freezing!          | Spray de jabón congelante                                       | ¡Mercurio, Rayo Congelante! | Burbujas congelantes de Mercurio ¡estallen!                                          |
| Double Sabão Spray Freezing!   | Doble spray de jabón congelante                                 | ¡Mercurio, Lucha! | Burbujas dobles de Mercurio ¡Congelen!                                               |
| Hyperespace Sphere Generation! | Generación de Esfera Hiperespacial                              | ¡Cuarta dimensión! ¡Aparece! (manga) | Esfera Hiperespacial ¡Genérate!                                                      |
| Shine Aqua Illusion!           | Brillo de ilusión acuática                                      | ¡Ilusión de Agua Fulgurante! (SM R, ep. 62) ¡Rayo Congelante! ¡Mercurio, Lucha! (Película de Sailor Moon R) ¡Ilusión de Agua, al Ataque! (SM SuperS, ep. 143) | Fulgor del agua de Mercurio Ilusión acuática de Mercurio (Película de Sailor Moon R) |
| Shine Snow Illusion            | Brillo de ilusión de nieve (En Crystal)                         | ¡Ilusión de Nieve, actúa ahora! | Fulgor de nieve de Mercurio                                                          |
| Mercury Aqua Mirage!           | Espejismo acuático de Mercurio (en OVA de SuperS y en Crystal). | ¡Espejo Acuático de Mercurio, actúa de inmediato! | ¡Ilusión Acuática de Mercurio!                                                       |
| Mercury Aqua Rhapsody!         | Rapsodia acuática de Mercurio                                   | ¡Mercurio, Melodía de Agua! ¡Melodía de Agua! ¡Mercurio, Sinfonía Acuática! (SM Sailor Stars, ep. 191) ¡Mercurio, Rapsodia de Agua! (Sailor Moon Eternal)     | Rapsodia acuática de Mercurio                                                        |
| Mercury Aqua Storm!            | Tormenta acuática de Mercurio                                   | |                                                                                      |
| Mercury Aqua Cyclone!          | Ciclón acuático de Mercurio                                     | |                                                                                      |
| Mercury Aqua Blizzard!         | Ventisca acuática de Mercurio                                   | |                                                                                      |